# アントン・コーベルガー

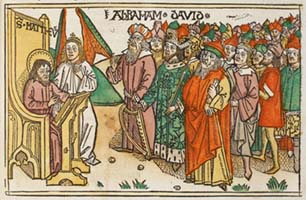
コーベルガーの木版画聖書1483年

アントン・コーベルガー (1440/1445年 – 1513年)は、ドイツの金細工職人、印刷家、出版家。 『ニュルンベルク年代記』で成功を収めた。 1470年にニュールンベルクで出版社を創設した。

## 生い立ち
アントン・コーベルガーは、ニュルンベルクのパン屋の家族に生まれ、1464年にニュルンベルクの市民リストにその名が登場している。 1470年にウルスラ・イングラムと結婚し、ウルスラの死後、1491年にニュルンベルク巡礼者のマルガレッテ・ホルツシュハーのメンバーと再婚した。彼は25人の子供を育て、そのうち13人は大人に生き残った。
彼はアルブレヒト-デューラーの名付け親としても知られる。デューラーが生まれる1年前に金細工職人を辞めて、印刷家、出版家となった。彼はすぐにドイツの最も成功した出版社になり、ライバルを吸収して大規模な企業になり、24台の印刷機で同時に多数の作品を印刷し、100名の労働者を雇った。ヴェネツィアやヨーロッパの都市に印刷所を持ち、ミラノ、パリ、リヨン、ウィーン、ブダペストなど、西ヨーロッパ各地の書店と代理店に送り出した。
彼の死後、印刷所は1526年までしか持たず、一族は再び金細工職人や宝石加工の仕事についた

## 主な印刷版

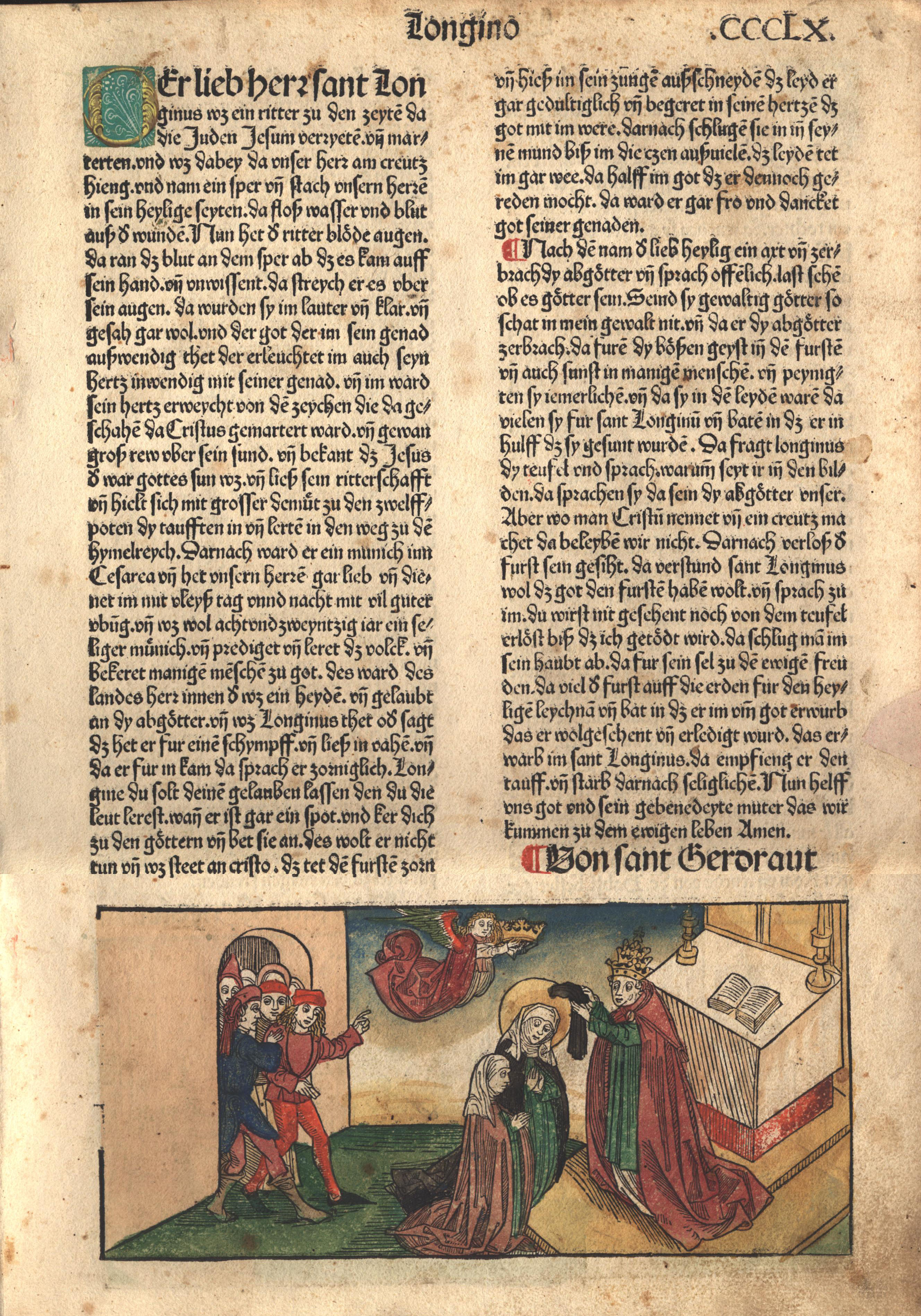
"黄金伝説"1488年。 描いているイメージは、信心深い女性はセントメアリーや何人かの女性の聖人。

彼は1483年にドイツ語の聖書の図版を印刷し、多くの著名な木版のイラストを完成させた。このテキストは、1470年代にGüntherZainerによって印刷された最初のドイツ語聖書のもの。
1488年にドイツのJacopp dal Vorgineによる黄金伝説を出版した。これには、聖人と宗教的なテーマの木版画が描かれている。
彼の最も有名なプロジェクトは、『ニュルンベルク年代記』として知られている。ラテン語とドイツ語の両方で製作された。この作品はとても人気があり、多くの学者たち印刷物を持っていたと信じられている。人気のために、海賊版はコーベルガーの出版後に登場した。

## 今日のアントン・コーベルガー
今日、アントン・コーベルガー印刷は印刷、高級小売業、時計製造として存続している。